# Animirani film
Animirani film je vid filmske umjetnosti; film koji je proizveden različitim tehnikama animacije. Kod tradicionalne animacije koristilo se crtanje rukom na prozirnim folijama, dok se danas najčešće koristi računalno generirana slika (CGI), odnosno računalno napravljeni, 3D animirani filmovi. Ostale tehnike animacije uključuju kadar-po-kadar animaciju ili tzv. stop motion tehniku kod koje se koriste lutke, plastelin, pijesak i slično, koje su pomicane i slikane.
Za razliku od igranog filma ili dokumentarnog filma, u crtanom filmu su likovi i pozadina nacrtani. Za jednu sekundu animiranog filma potrebne su 24 sličice.
Prema stilskim karakteristikama, animirani film se dijeli po dužini (kratkometražni, dugometražni) i po žanru.
Države najveći proizvođači crtanog filma su SAD i Japan, dok su najpopularniji animirani filmovi filmskih kompanija Walt Disney Pictures i Pixar, koji su ostvarili planetarnu slavu.

## Povijest animiranog filma
Razvoj animiranog filma započeo je razvojem i uporabom tehnika koje su prethodile animaciji, poput théâtre-praxinoscopea Émilea Reynauda (1844. – 1918.) iz 1880. godine. Tek početkom 20. stoljeća nastali su, razvojem stop kamere, prvi animirani filmovi Jamesa Stuarta Blactona (1875. – 1941.) i Émilea Cohla (1857. – 1938.).
Klasična figuralna animacija započela je u SAD-u crtežima na prozirnim folijama američkog pionira animacije Winsora McCaya (1869. – 1934.), da bi se razvoj nastavio 1920-ih radovima Pata Sullivana (1885. – 1933.), autora tihog filma Mačak Felix, braće Maxa Fleischera (1883. – 1972.) i Davea Fleischera (1894. – 1979.), zaslužnih za animirane likove Popaj i Betty Boop te Walta Disneyja (1901. – 1966.), tvorac svjetski popularnog Mickeyja Mousa čiji je najpoznatiji rani i prvi zvučni animirani film bio Parobrod Willie (1928.).
U sljedećem razdoblju nastaju neki od klasika animacije, većinom u produkciji Walta Disneyja (Snjeguljica i sedam patuljaka (1937.), Pinokio (1940.), Fantazija (1940.), Bambi (1942.), Pepeljuga (1950.), Mala sirena (1989.), Aladin (1992.), Kralj lovova (1994.) itd.). Od kraja 1930-ih u svijet animacije uključuju se William Hanna (1910. – 2001.) i Joseph Barbera (1911. – 2006.), koji isprva u okviru Metro-Goldwyn-Mayera stvaraju popularne animirane likove (Tom i Jerry, Obitelj Kremenko, Scooby Doo), a potom počinje s radom i animirana divizija Warner Bros. Enterntainmenta, u kojoj su se osobito istaknuli animator Friz Freleng (1906. – 1995.) i Chuck Jones (1912. – 2002.), koji je napisao, producirao i režirao brojne kratkometražne crtane filmove Looney Tunesa i Merrie Melodiesa (Zekoslav Mrkva, patak Dodo, Kojot i Ptica trkačica, Mačak Sylvester, Čiči, Brzi Gonzales itd.).

## Hrvatski animirani film
"Martin u nebo" je prvi crtani film koji je bio u cijelosti proizveden u Hrvatskoj (Zagreb). Objavljen je 1929. godine, ali kasnije je izgubljen. Danas postoje tek njegove reprodukcije. Godine 1956. osniva se Studij za crtani film Zagreb filma, poslije čega hrvatski animatori postižu zapažen svjetski uspjeh. Prvu nagradu Oscar koji je dobio neki neamerički animirani film bio je film Surogat (1961.), hrvatskog animatora Dušana Vukotića (1927. – 1998.), koji je ovjenčan tom prestižnom nagradom 1962. godine. Veliki uspjeh postigao je crtani serijal Profesor Baltazar (1967. – 1977.; 59 epizoda). Čudesna šuma iz 1986. godine, u produkciji Croatia Filma, prvi je hrvatski dugometražni crtani film. Dobio je nastavak 1990. godine pod naslovom Čarobnjakov šešir, koji je napravljen u hrvatsko-američkoj koprodukciji. Sljedeći hrvatski dugometražni crtani film bio je Čudnovate zgode šegrta Hlapića (1997.), nastao prema književnom predlošku Ivane Brlić-Mažuranić.

## Važniji animirani filmovi po državama
Crtane filmove komercijalno značajne distribucije proizvode (proizvodile su) sljedeće države:
- Belgija (Asterix i Obelix, Štrumpfovi...)
- Češka (Krtek, Vila Amalka, Pat i Mat...)
- Francuska (Pluk u svemiru, Oggy i žohari, Garfield show...)
- Hrvatska (Profesor Baltazar, Čudesna šuma...)
- Italija (Linija, Mariolino...)
- Japan (Pokemon, Yu-Gi-Oh!, Hello Kitty, ...)
- Mađarska (Gustav...)
- Njemačka (Drijemko...)
- Poljska (Bolek i Lolek...)
- Portugal (Lisica Skočibarica)
- Rusija (Ledena kraljica, Konjić grbonjić, Zec "Nu, pogodi")
- SAD (Tom i Jerry, Obitelj Kremenko, Scooby Doo, Miki Maus, Popaj, Betty Boop, Zekoslav Mrkva, Simpsoni, Spužva Bob Skockani ...)
- Slovačka (Pat i Mat...)
- Španjolska (I am loneli)
- Švicarska (Stripy...)

## Vanjske poveznice
- Animirani film Hrvatska enciklopedija
- Animirani film Proleksis enciklopedija
- Animirani film Filmski leksikon
- Animacija Filmska enciklopedija